# Challenger 2
O FV4034 Challenger 2 (designação do Ministério da Defesa como "CR2") é um carro de combate blindado de terceira geração britânico, atualmente em serviço pelos exércitos do Reino Unido, Omã e Ucrânia. Projetado pela Vickers Defence Systems (agora chamada de BAE Systems Land & Armaments) como um empreendimento privado, em 1986, foi uma extensa reformulação do tanque Challenger 1. O Ministério da Defesa encomendou o primeiro protótipo em dezembro de 1988. Apesar das semelhanças externas com o Challenger 1, o design e os desenvolvimentos tecnológicos significam que apenas cerca de 3% dos componentes são intercambiáveis com o veículo anterior.
A tripulação do Challenger 2 é formada por quatro pessoas. O seu principal armamento é o canhão L30A1 de 120 mm, uma variante melhorada do L11 usada nos blindados Chieftain e Challenger 1. O veículo é capaz de carregar cinquenta cartuchos da sua arma principal, além de 4 200 balas calibre 7,62 mm da metralhadora secundária: o canhão automático L94A1 ou uma metralhadora L37A2 (GPMG). A torre e o casco são protegidos com a blindagem Chobham de segunda geração. Impulsionado por um motor a diesel Perkins CV12-6A V12, o tanque tem um alcance de 550 km e uma velocidade máxima em estrada de 59 km/h.
O Challenger 2 começou a substituir o Challenger 1 como o principal tanque do exército britânico no final da década de 1990. Em junho de 1991, o Reino Unido encomendou cerca de 140 veículos, aumentando para 268 em 1994, sendo entregues em lotes entre 1994 e 2002. O tanque entrou em serviço operacional com o exército britânico em 1998 e viu ação em operações na Bósnia e Herzegovina, Kosovo e Iraque. Até a presente data, apenas um Challenger foi destruído em serviço e foi de forma acidental, num caso de fogo amigo causado por disparos de um outro Challenger 2 em Basra em 2003. Tanques Challenger 2 também estão a serviço do exército de Omã desde a década de 1990 quando trinta e oito veículos foram entregues até 2001. Em 2023, as forças armadas britânicas começaram o processo de transferir quatorze Challenger 2 para a Ucrânia.
Desde que o Challenger 2 entrou em serviço em 1998, várias atualizações buscaram melhorar sua proteção, mobilidade e letalidade. Isso culminou em um design altamente modernizado, conhecido como Challenger 3, que deverá começar a substituir o Challenger 2 a partir de 2027.

## História
O Challenger 2 é o terceiro veículo a ter este nome, sendo que o primeiro foi o A30 Challenger, um blindado da Segunda Guerra Mundial que foi montado em cima de um chassi de um tanque Cromwell com um canhão QF 17 de (76,2 mm). O segundo veículo foi o Challenger 1, que viu ação na Guerra do Golfo, sendo o principal tanque de batalha (MBT) do exército britânico do começo da década de 1980 até meados dos anos 90.

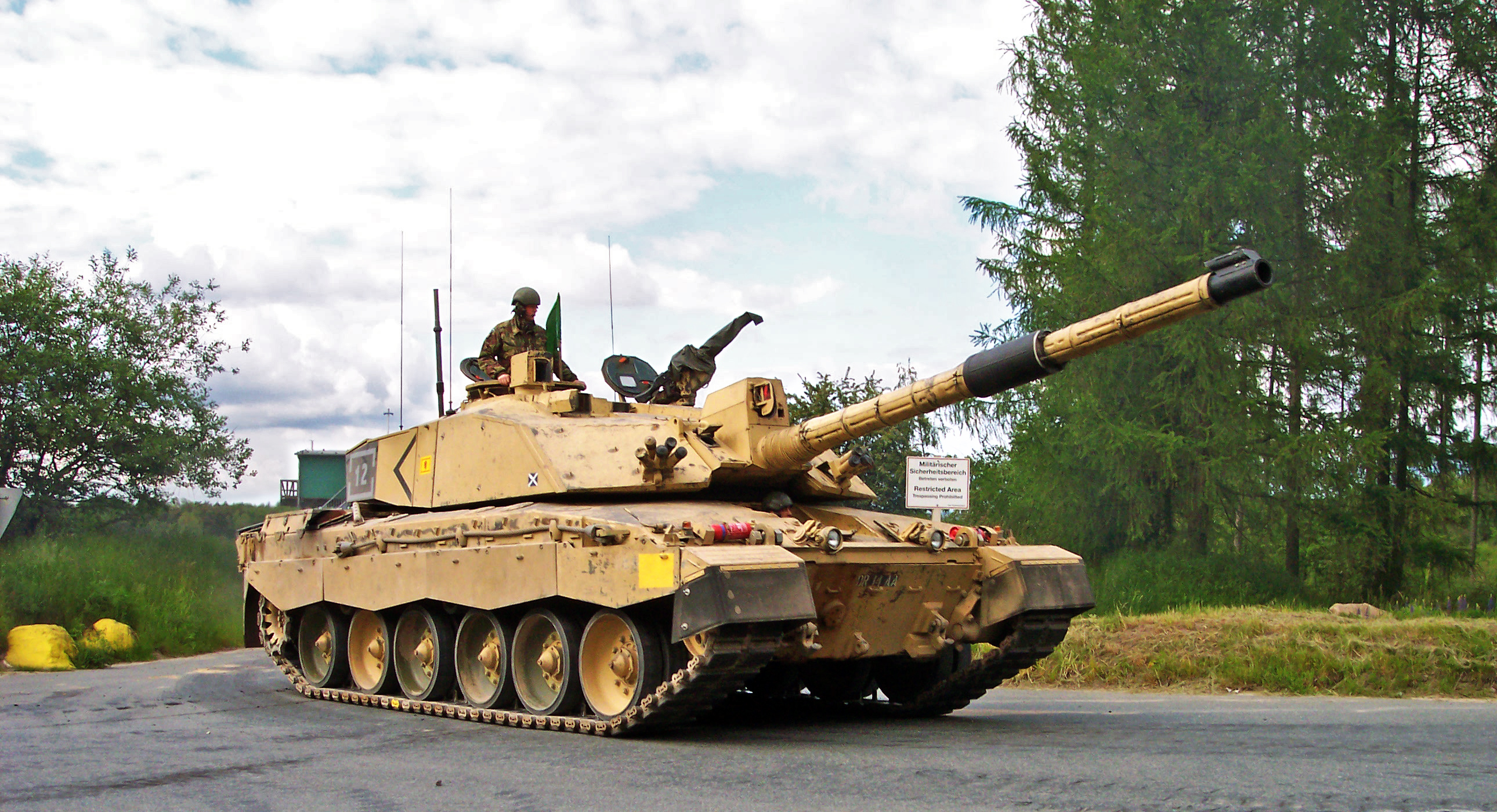
Um Challenger 2 do regimento de cavalaria Royal Scots Dragoon Guards (Esquadrão D) durante um exercício na área de Bergen-Hohne, na Alemanha.

A Vickers Defence Systems começou a desenvolver o sucessor do Challenger 1 como uma private venture em 1986. Após questões com o departamento de Requisito de Pessoal para um tanque da próxima geração, Vickers submeteu seus planos para o Challenger 2 para o Ministério da Defesa (MoD). O design da Vickers foi recebido com ceticismo por alguns altos funcionários da MoD e foi avaliado contra o M1 Abrams americano oferecido pela General Dynamics. Após lobbying feito por Baron Young (o Secretário de Estado dos Negócios e Comércio), o governo de Margaret Thatcher escolheu proceder com o Challenger 2 em dezembro de 1988. A Vickers recebeu um contrato de £90 milhões de libras para construir um protótipo a ser entregue em setembro de 1990. A fase de demonstração teve três marcos de progresso, com datas de setembro de 1989, março de 1990 e setembro de 1990. No último desses marcos, Vickers deveria ter cumprido onze critérios-chave para o projeto do tanque.
A performance do Challenger 1 na Guerra do Golfo aumentou a confiança do Ministério da Defesa na blindagem britânica. O ministério avaliou o M1A2 Abrams americano, o francês Leclerc e o alemão Leopard 2 contra o Challenger 2. O MoD rejeitou as alternativas e em junho de 1991 autorizou uma encomenda de £520 milhões de dólares para comprar 127 tanques de guerra e três veículos de treinamento. Uma encomenda de 259 outros veículos, avaliada em £800 milhões, foi feita em 1994.
A Vickers lutou para fazer com que o tanque pudesse ser exportado. Eles conseguiram exportar apenas 38 veículos para Omã, entregues até 2001.
A produção começou em 1993 em dois locais principais: Elswick, Tyne and Wear e Barnbow, em Leeds, com mais de 250 subempreiteiros envolvidos. Os primeiros tanques foram entregues em julho de 1994. O Challenger 2 falhou em seus testes de aceitação em 1994 e foi forçado a entrar no Progressive Reliability Growth Trial em 1995. Três veículos foram testados por 285 dias de campo de batalha simulados.
O tanque foi então aceito em serviço em 1998. Um marco igualmente importante foi a Demonstração de Confiabilidade em Serviço (ISRD), realizada entre setembro e dezembro de 1998. Até janeiro de 1999, todos os testes de campo foram bem sucedidos. Cerca de doze tripulações dos tanques foram testadas em Bovington e Lulworth Bindon. O tanque excedeu todos os requisitos de pessoal.
O Challenger 2 entrou em serviço no exército britânico oficialmente em 1998, com o regimento Royal Scots Dragoon Guards, com a última entrega sendo feita em 2002. Após a reestruturação das forças armadas em 2010, apenas três regimentos compostos por Challenger 2 permaneciam: o Queen's Royal Hussars, o King's Royal Hussars e o Royal Tank Regiment, cada um dos quais é o regimento de tanques de uma Brigada de Infantaria Blindada. Há também um regimento de reserva, o The Royal Wessex Yeomanry, que fornecia tripulações de reserva para os regimentos regulares de Challenger.

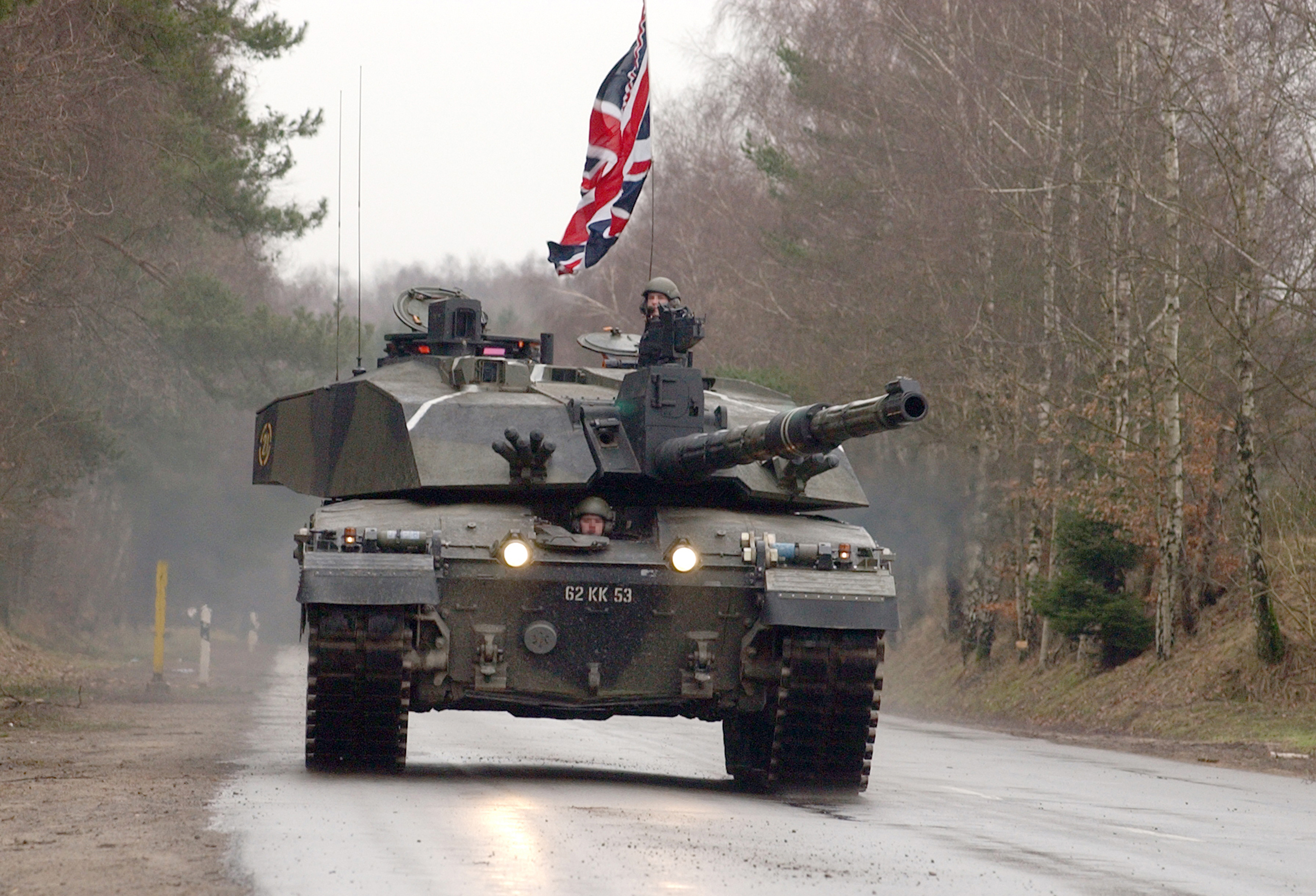
Um Challenger do Royal Scots Dragoon Guards em 2003.

O veículo de invasão de campos minados Trojan e o veículo de colocação de pontes Titan baseado no chassi do Challenger 2 foram exibidos em novembro de 2006. Cerca de 66 destes modelos foram entregues pela BAE Systems para os Royal Engineers (corpo de engenheiros), a um custo de £250 milhões de libras.
Um documento militar britânico de 2001 indicou que o exército britânico não iria adquirir um substituto para o Challenger 2 devido à falta de ameaças convencionais previsíveis no futuro. Contudo, o IHS Jane's 360 reportou em setembro de 2015 que após discussões com oficiais superiores do Exército e autoridades de aquisições no DSEI 2015 e o chefe do exército britânico, o general Sir Nick Carter, que o exército britânico estava pensando em atualizar o Challenger 2 ou substituí-lo completamente. Fontes confirmaram que o futuro do MBT estava sendo considerado nos mais altos escalões do Exército.
As modificações e atualizações recentes veio da preocupação do exército britânico com o desenvolvimento do T-14 Armata russo e a crescente ineficácia do antigo canhão L30 e os tipos limitados de munição que suporta. Foi confirmado que vários fabricantes de veículos blindados tiveram discussões com o Ministério da Defesa sobre um possível substituto para o Challenger 2. Pouco tempo depois, as forças armadas britânicas decidiram que comprar um novo tanque seria muito caro e optou por prosseguir com o Life Extension Project (LEP) do Challenger 2. Espera-se que o veículo permaneça em serviço na sua forma atual até 2025.
O contrato de manutenção da frota de Challengers do exército britânico pela Rheinmetall BAE Systems Land expirou em 2021. Atualmente, a manutenção Challenger 2 foi feita pela Babcock Defence Support Group. O trabalho de engenharia foi concluído pela RBSL e o trabalho de integração pela Babcock. Os modelos atuais do Challenger 2 estão sendo atualizados para o modelo Challenger 3, que será concluido em 2027.
Em maio de 2021, o ministério da defesa britânica publicou um documento oficial chamado de Defence in a Competitive Age. Nele, o ministério propôs aposentar 79 tanques de sua frota de 227 veículos, com os outros 148 sendo atualizados para o padrão Challenger 3.

## Design

### Armamento

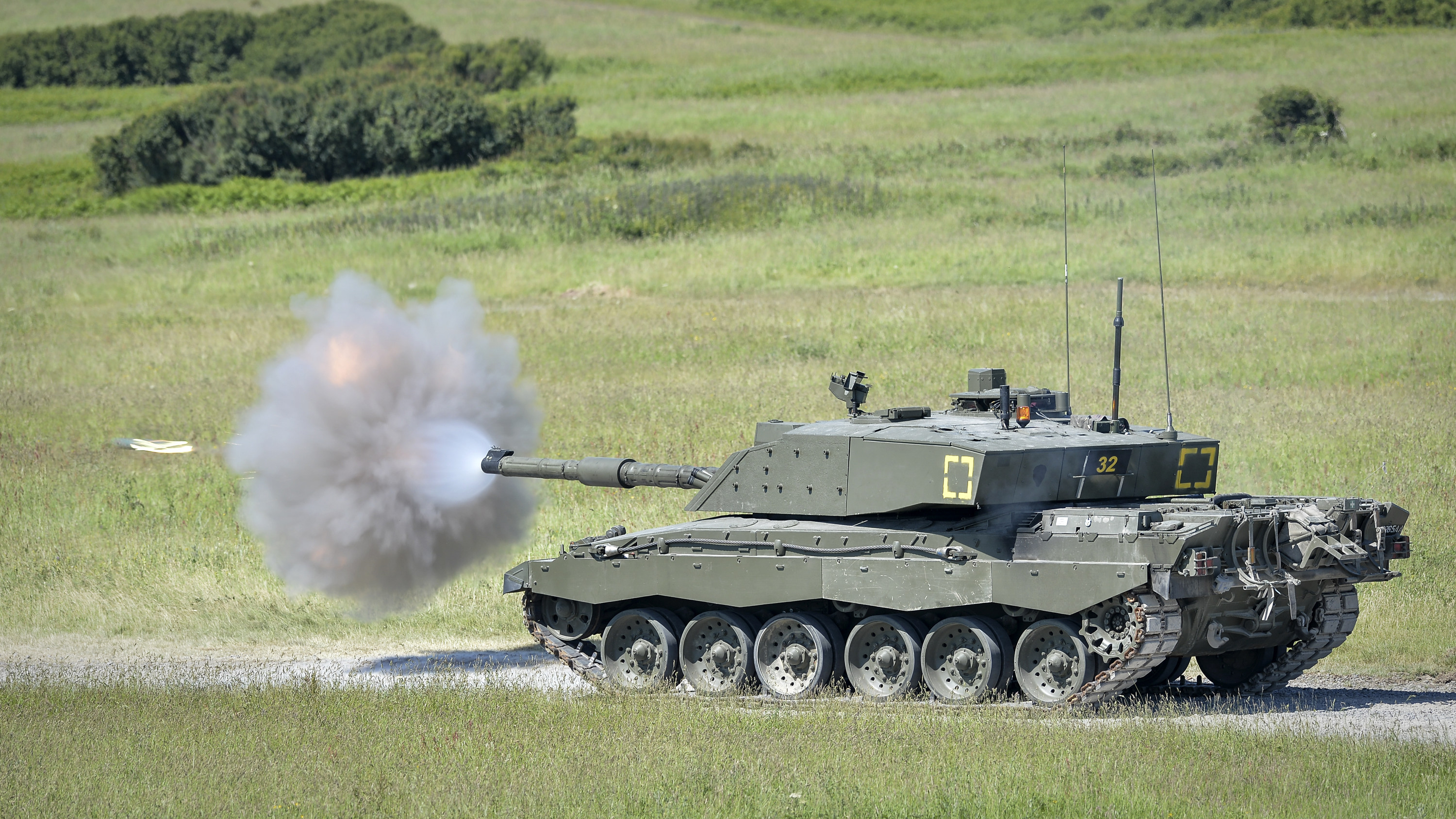
Um Challenger 2 disparando o canhão L30A1. A munição é visível à esquerda da nuvem de fumaça.

O Challenger 2 é equipado com um canhão L30A1 de calibre 120 mm, o sucessor do L11 utilizados no Chieftain e no Challenger 1. O canhão é feito de aço de refusão de eletroescória (ESR) de força elevada com um revestimento de liga de cromo. Assim como outros canhões britânicos de 120 mm, é isolado por uma manga térmica. É equipado com um sistema de referência de bocal e extrator de fumaça e é controlado por um sistema de controle e estabilização totalmente elétrico. A torre tem um tempo de rotação de 9 segundos em 360 graus.
Único entre tanques da OTAN, o canhão L30A1 é raiado e junto com o seu predecessor, o Royal Ordnance L11A5, os únicos canhões de tanques de batalha principais de terceira geração a usar um cano raiado. Isso ocorre porque o exército britânico continua a valorizar o uso de balas de cabeça de altamente explosivas (HESH) em adição a munição de sabot de descarte estabilizada perfurante de blindagem. Munições HESH tem um alcance mais longo (de até 8 km a mais) que as APFSDS e são mais eficazes contra edifícios e veículos de revestimento fino.

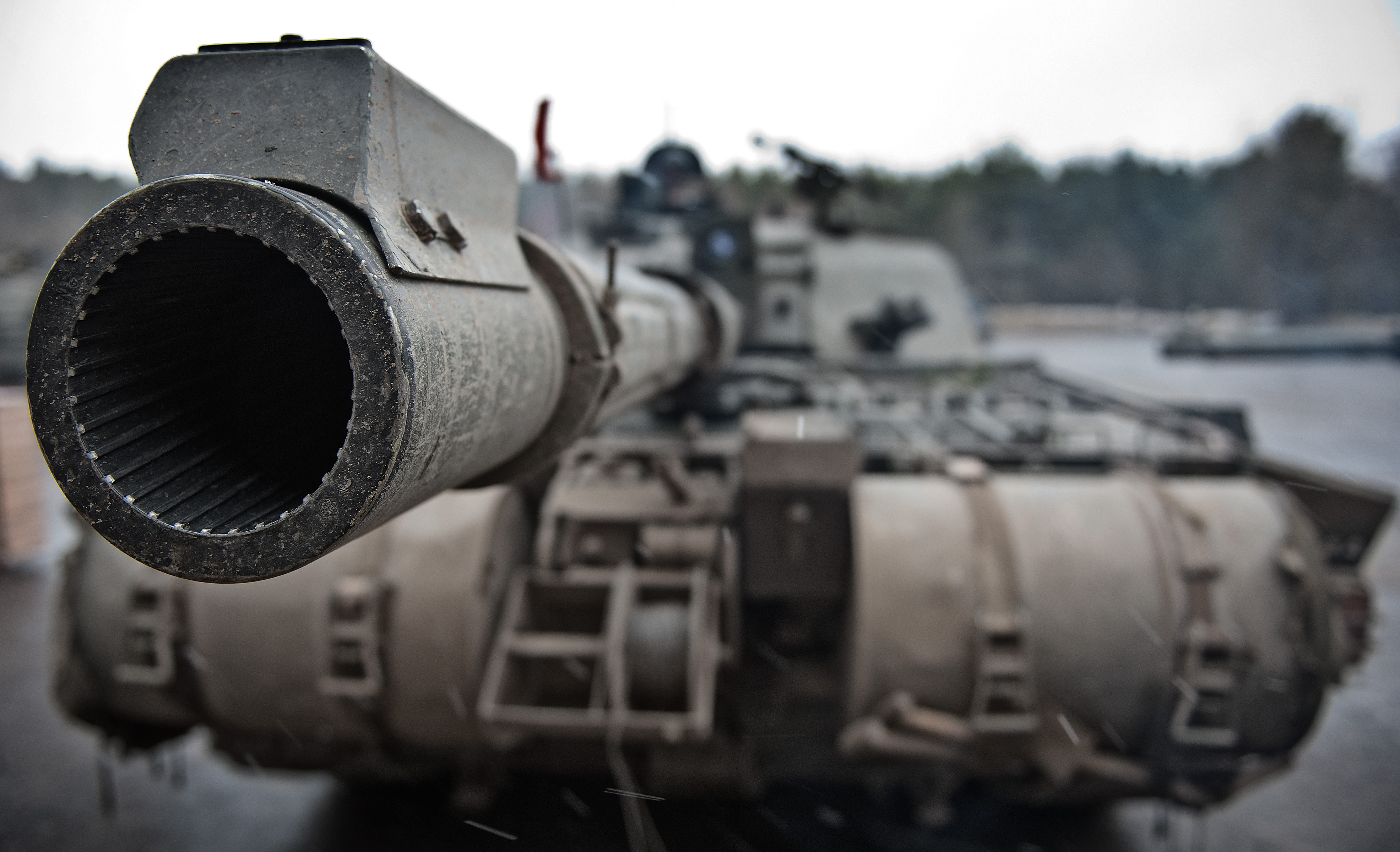
Close-up do cano da arma principal (o L30A1) do Challenger.

Quarenta e nove cartuchos da arma principal são carregados na torre e no casco. Estas munições são um misto da L27A1 de APFSDS (sabot de descarte estabilizado perfurante de blindagem; também chamado de CHARM 3), além das munições L31 HESH e L34 de fumaça de fósforo branco, dependendo da situação. Como nas versões anteriores do canhão de 120 mm, as cargas de propelente são carregadas separadamente do projétil ou projétil KE. Uma carga rígida combustível é usada para as munições APFSDS e uma carga de bolsa hemicilíndrica combustível para as munições HESH e de fumaça. Um tubo de ventilação acionado eletricamente é usado para iniciar o disparo dos principais cartuchos de armamento. A principal munição do armamento é descrita como "munição de três partes", consistindo no projétil, carga e tubo de ventilação. A separação das peças de munição ajuda a garantir menores chances de munição não disparada detonar prematuramente.
O Challenger 2 também é armado com um canhão automático L94A1 EX-34 de 7,62 mm coaxial à esquerda do canhão principal, além de uma metralhadora montada de 7,62 mm L37A2 (GPMG) localizada em um pino no anel de escotilha do carregador. O veículo carrega 4 200 munições de calibre 7,62 mm. O Challenger também pode suportar uma metralhadora L37A2 (GPMG) de 7,62 mm montada num sistema remoto Leonardo "Enforcer", ou uma metralhadora pesada de 12,7 mm ou um lançador de granada automático de 40 mm.

#### Controle de fogo e miras

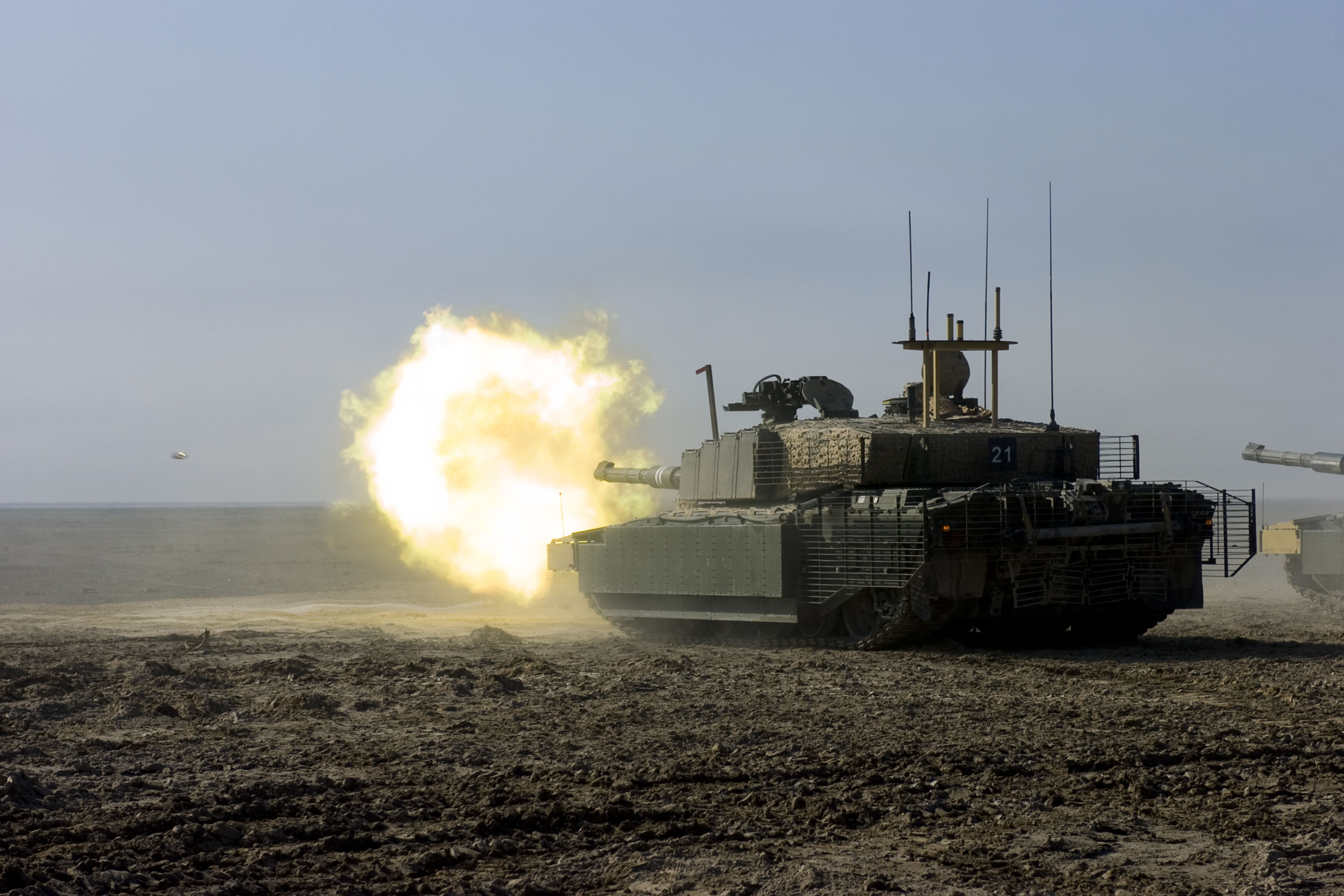
Vista lateral do Challenger 2 disparando seu canhão de 120 mm durante exercício de treinamento no Iraque.

O computador digital de controle de incêndio da Computing Devices Company do Canadá contém dois processadores de 32 bits com um barramento de dados MIL STD1553B. Tem capacidade para sistemas adicionais, como um Sistema de Controle de Informações do Campo de Batalha. O comandante possui uma mira panorâmica giroestabilizada SAGEM VS 580-10 com telêmetro a laser. O alcance de elevação é de +35° para −35°. A estação do comandante está equipada com oito periscópios para visão de 360°.
A TOGS II (Observação Termal e Mira de Artilharia II), da Thales Group, fornece a visão noturna. A imagem térmica é exibida nas miras e monitores do artilheiro e do comandante. O artilheiro tem uma mira primária estabilizada usando um telêmetro a laser, com alcance de 200 m a 10 km. A posição do motorista é equipada com um periscópio de direção passiva (PDP) intensificador de imagem Thales Optronics para direção noturna e uma câmera termográfica de visão traseira.

### Proteção

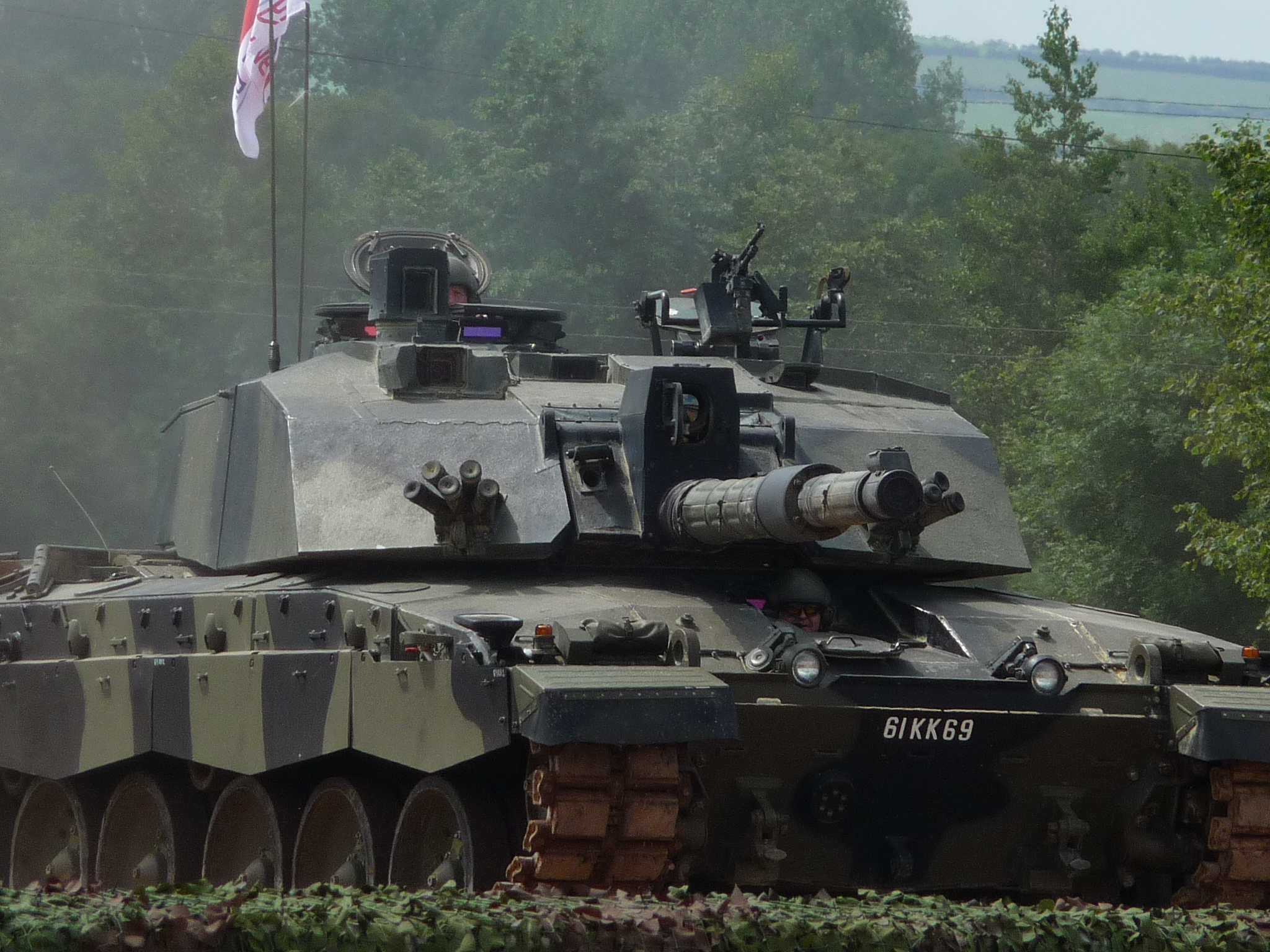
Uma vista aproximada do Challenger 2, com sua blindagem Chobham.

O Challenger 2 é um tanque fortemente blindado e bem protegido. A torre e o casco são protegidos pela blindagem Chobham de segunda geração, também conhecida como Dorchester, cujos detalhes são confidenciais, mas que dizem ter uma eficiência de massa mais que o dobro da blindagem homogênea enrolada contra projéteis antitanque altamente explosivo (HEAT). A segurança da tripulação foi fundamental no projeto. Ele usa uma unidade elétrica de estado sólido para movimento de torre e do canhão, em vez de sistemas hidráulicos que podem vazar fluido para o compartimento da tripulação.

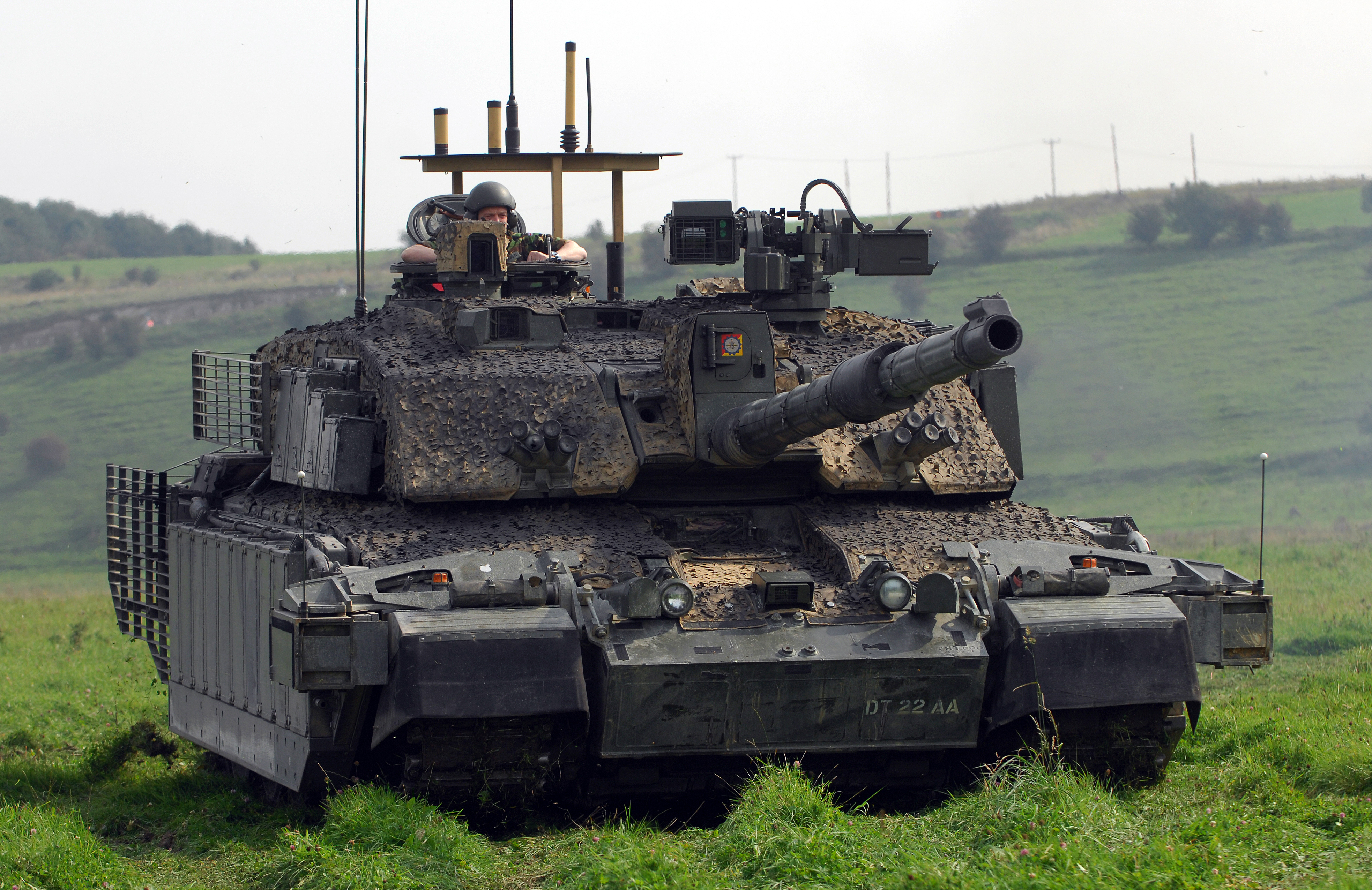
O tanque com a blindagem reforçada. Lançadores de granadas de fumaça visíveis na frente da torre. Antenas anti-artefatos explosivos improvisados (IED) são vistas na plataforma da torre e equipamentos de medidas de ataque eletrônico (ECM) pendendo sobre os para-lamas dianteiros esquerdo e direito. Um sistema de armas de controle remoto (RCWS) também foi instalado na torre.

Kits de blindagem reativa explosiva e barras de proteção podem ser adicionadas conforme a necessidade. O sistema de proteção nuclear, biológica e química (NBC) era localizado na agitação da torre. A forma do tanque é projetada para minimizar sua assinatura de radar. Em cada lado da torre há cinco descarregadores de granadas de fumaça L8. O Challenger 2 pode criar fumaça injetando combustível diesel nos coletores de escapamento.

### Sistema de direção
O sistema de direção do tanque compreende:
- Motor: Perkins 26,1 litros, 60° vee, turbinada dupla, um motor a diesel de injeção direta, CV12-6A de quatro tempos, quatro válvulas por cilindro, entregando 890 kW de potência em 2300 rpm. Torque de 4126 Nm a 1700 rpm. O motor e a caixa de câmbio são controlados por um Sistema de Controle Integrado de Veículos (VICS).[27]
- Caixa de transmissão: transmissão epicíclica Santasalo TN54E (6 fwd, 2 rev.), da David Brown Ltd., avaliado em 1200 bhp e atualizado para 1500 bhp.[28]
- Suspensão: unidades de suspensão de hidrogás (HSU), da Horstman Defence Systems, de segunda geração.
- Tração: TR60 414FS ajustável hidraulicamente de duplo pino da William Cook Defence.[29]
- Velocidade máxima: 60 km na estrada; 40 km na zona rural.
- Alcance: 550 km na estrada com combustível externo; 250 km na zona rural com combustível interno.

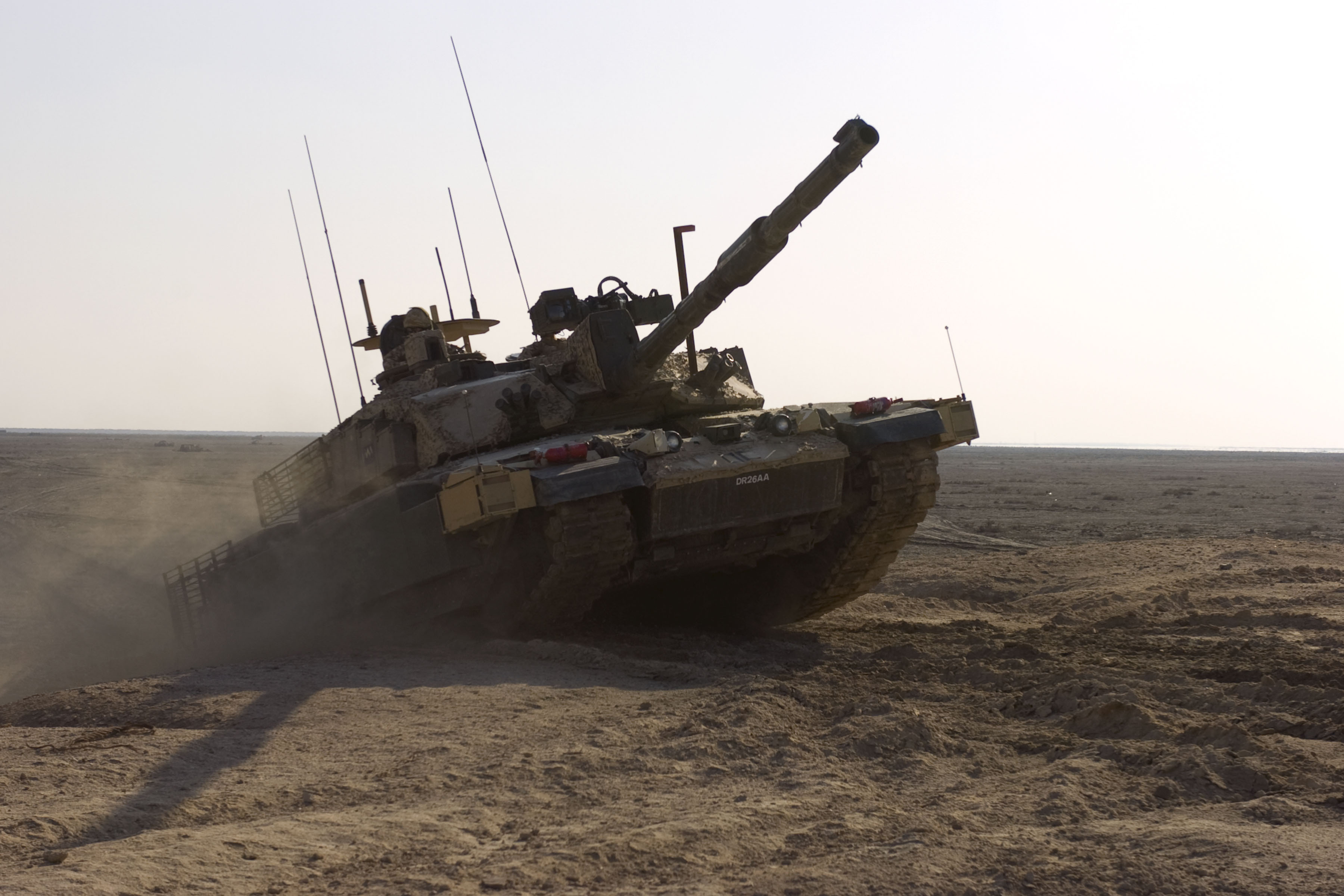
Um Challenger 2 do regimento Royal Scots Dragoon Guards escalando um obstáculo durante um exercício de treinamento novembro de 2008, em Basra, no Iraque

O tanque também é equipado com uma unidade auxiliar de energia (APU) da Extel Systems Wedel, também referido como um motor de unidade geradora (GUE), baseado no motor a diesel Perkins P404C-22 de 38 kW. Possui uma potência elétrica de 600 A, que pode ser utilizada para alimentar os sistemas elétricos do veículo quando este estiver parado e com o motor principal desligado. Isto foi substituído pelo motor Perkins P4.108 quando o tanque foi introduzido pela primeira vez. O uso de uma unidade auxiliar de energia permite reduzir o consumo de combustível, diminuir a assinatura de áudio e térmica do veículo.
Em 2013, o exército britânico, em vários eventos com o Challenger 2, começou a declarar o alcance na estrada como 550 km, em oposição a um valor declarado anteriormente de 450 km. Eles também declararam publicamente uma velocidade máxima de estrada de 59 km/h enquanto equipados com 15 toneladas de módulos adicionais.

### Tripulação e acomodações
O exército britânico manteve sua exigência de uma tripulação de quatro homens, incluindo um carregador, depois que a análise de risco da incorporação de um carregador automático sugeriu que tal equipamento reduzia a capacidade de sobrevivência no campo de batalha. Falha mecânicas e o tempo necessário para o reparo eram as principais preocupações.
Similar a todos os tanques britânicos desde o Centurion e quase todo os veículos blindados de combate, o Challenger 2 contém um recipiente de fervura para água, para uso na preparação e aquecimento de alimentos e bebidas.

### Manutenção
Os tanques Challenger 2 requerem dois conjuntos de ferramentas, já que o casco é construído usando medidas imperiais e a torre é construída com medidas métricas.

## Histórico operacional
"[O tanque estava] bem blindado, mas em um teatro operacional não é possível ter proteção absoluta. Esta não era de forma alguma uma nova tecnologia – o dispositivo envolvido era o mesmo tipo de carga moldada que vimos sendo usada com muita regularidade. Ninguém nunca disse que os tanques Challenger são impenetráveis. Sempre dissemos que uma bomba suficientemente grande derrotará qualquer blindagem e qualquer veículo."— Alto funcionário do Ministério da Defesa sobre o Challenger 2

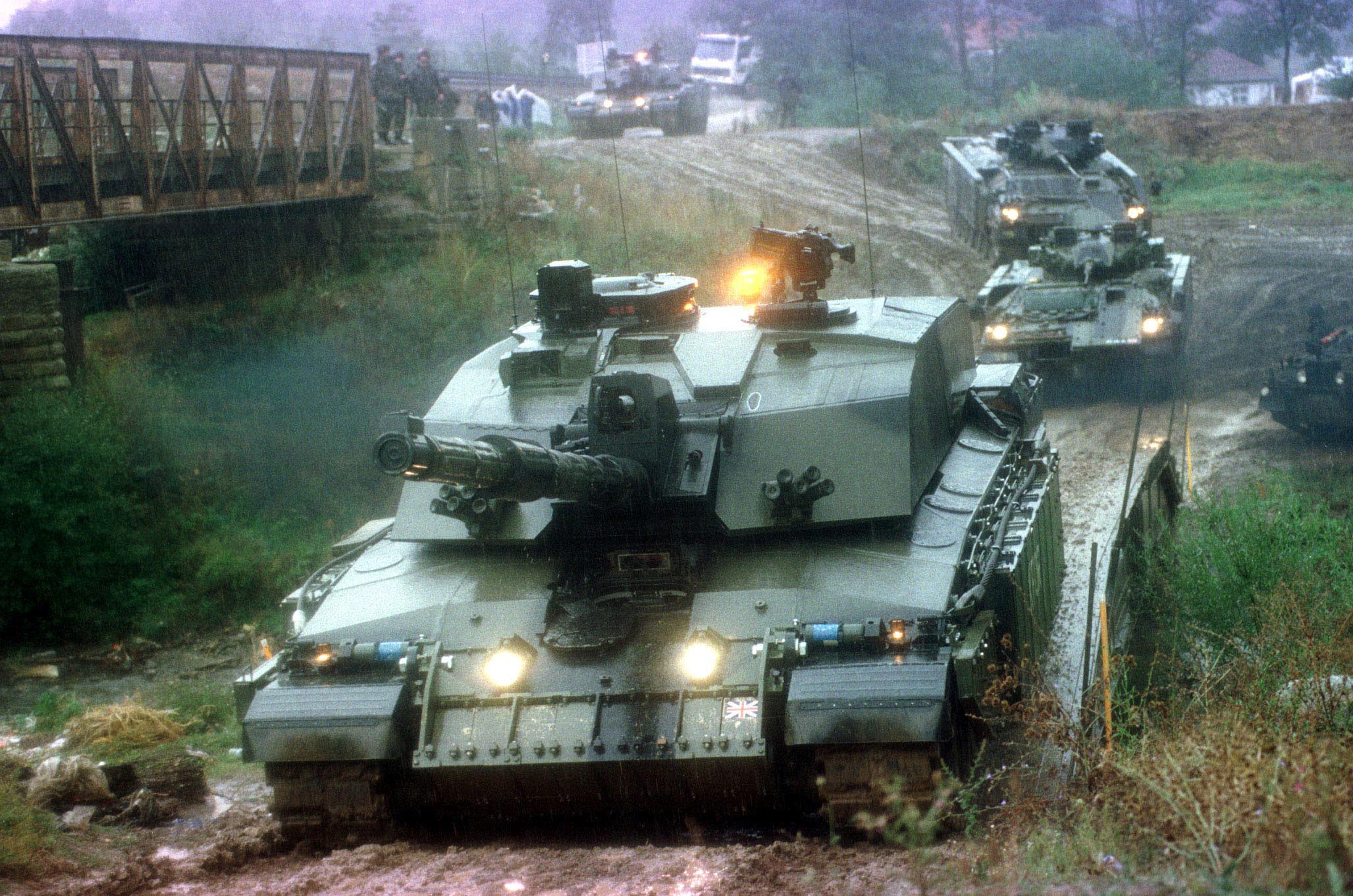
Challenger 2 em serviço no Kosovo, em setembro de 2000.

As primeiras implantações operacionais dos tanques Challenger 2 foram para apoiar as operações de manutenção da paz na Bósnia e Herzegovina e Kosovo.
O Challenger 2 foi usado em combate pela primeira vez em março de 2003 durante a invasão do Iraque. Os 120 tanques da 7ª Brigada Blindada, parte da 1ª Divisão de Blindados, viu ação nos arredores de Basra. O veículo foi amplamente utilizado durante o cerco da cidade, fornecendo apoio de fogo às forças britânicas e derrubando tanques iraquianos, principalmente T-54/55s.
Os tanques implantados no Iraque foram "desertados" em um esforço para evitar as dificuldades identificadas no Challenger 2 durante os exercícios Saif Sareea II em Omã em outubro de 2001. A adição de filtros de areia e outras modificações por meio de uma série de Requisitos Operacionais Urgentes melhorou substancialmente a disponibilidade operacional da plataforma.

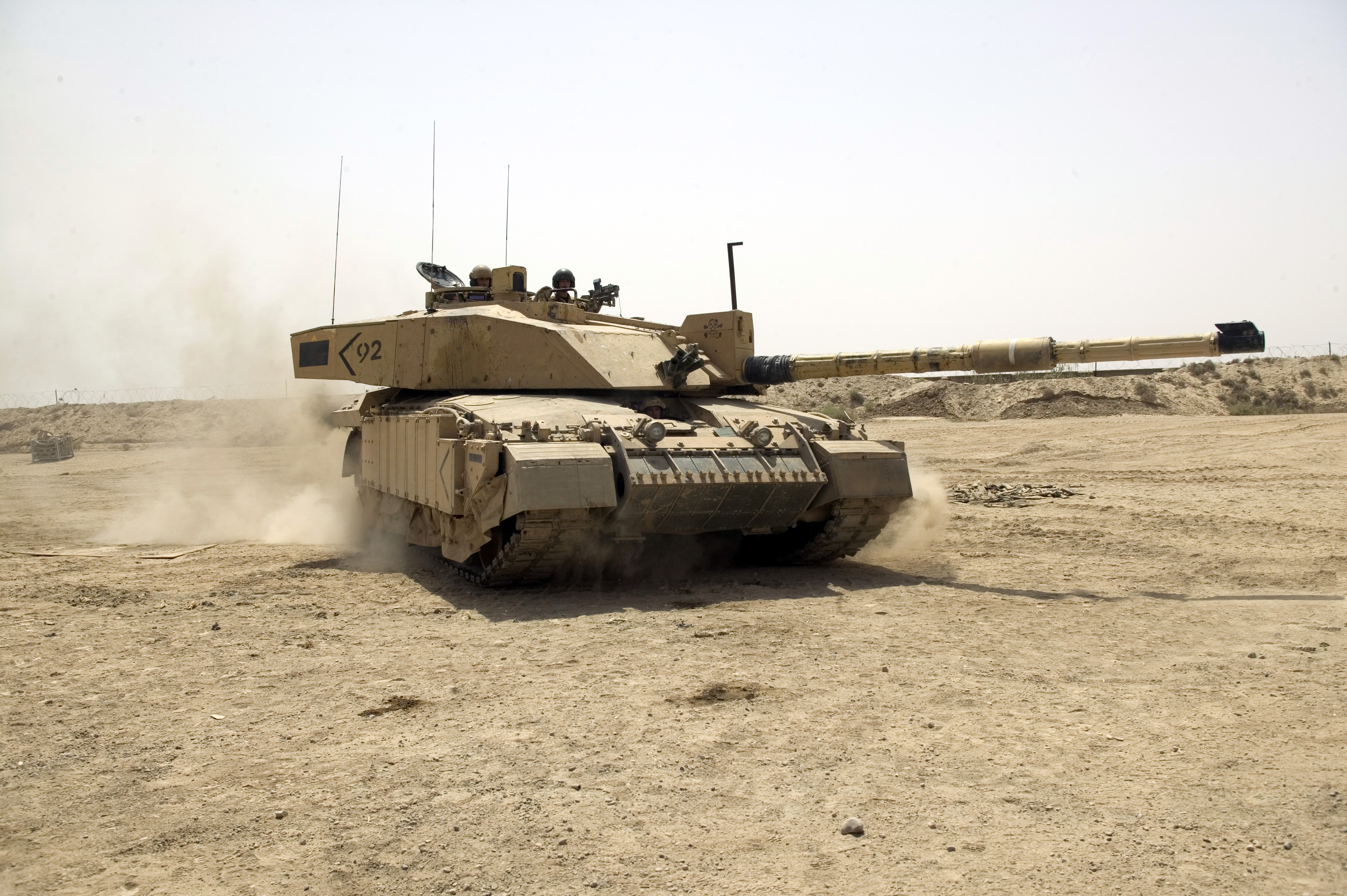
Um blindado em patrulha na região de Basra em junho de 2004.

Durante a invasão do Iraque em 2003, os tanques Challenger 2 não sofreram nenhuma perda em combate em solo iraquiano. Em um confronto dentro de uma área urbana, um Challenger 2 foi atacado por forças irregulares com metralhadoras e granadas lançadas por foguete (RPGs). A mira do motorista foi danificada e ao tentar recuar sob as instruções do comandante, as outras miras foram danificadas e o tanque jogou seus trilhos entrando em uma vala. Acabou sendo atingido por quatorze disparos de curta distância de RPG-7s e um projétil de um lançador de míssil anticarro MILAN. A tripulação sobreviveu e ficaram dentro do blindado seguros até que uma equipe de reparos chegou, mas o veículo sofreu o pior dano sofrido pelo sistema de mira. De acordo com o exército britânico, um Challenger 2 operando perto de Basra sobreviveu ao ser atingido por setenta disparos de RPGs em um outro incidente. Houve também um outro incidente de fogo amigo em março de 2023. Em agosto de 2006, um Challenger foi atingido por um RPG-29, ferindo três dos quatro tripulantes. Desde então, a blindagem reativa explosiva foi substituída pela blindagem Chobham e o ventre de aço forrado com blindagem extra como parte da atualização Streetfighter como uma resposta direta a este incidente. Em 6 de abril de 2007, na cidade de Basra, também no Iraque, uma carga moldada de um artefato explosivo improvisado (IED) penetrou na parte inferior de um tanque, resultando na perda de uma perna do motorista e causando ferimentos leves em outro soldado.

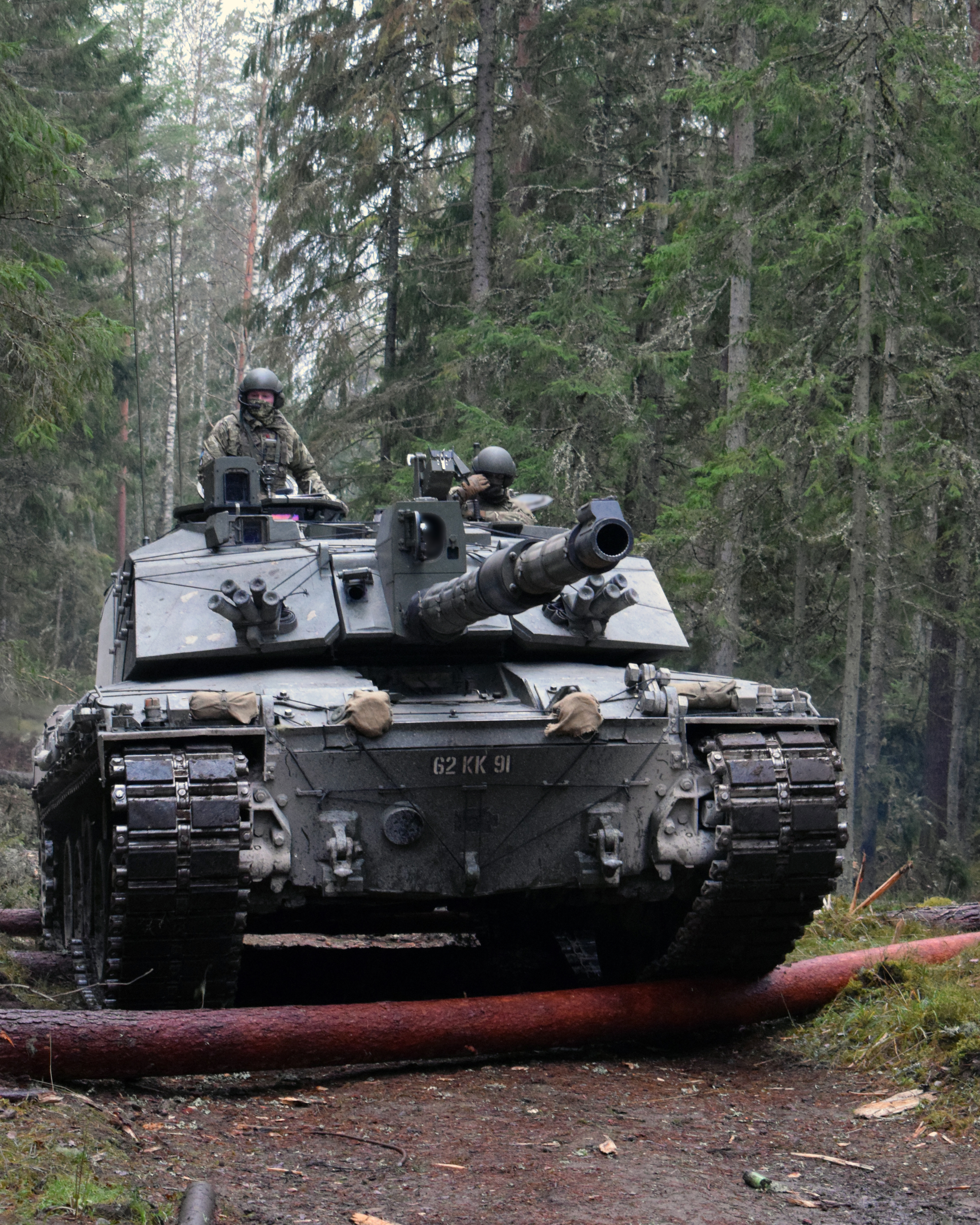
Um Challenger 2 do regimento Queen's Royal Hussars num exercício de treinamento na Estônia, em novembro de 2020

Para evitar outros incidentes de falha nas proteções, os Challenger 2s foram atualizados com um novo pacote de blindagem passiva, incluindo o uso de blindagem adicional fabricada por Rafael Advanced Defense Systems de Israel. Quando implantado em operações, o Challenger 2 agora é normalmente atualizado para o Theatre Entry Standard (TES), que inclui uma série de modificações, incluindo blindagens e atualizações do sistema de armas.
Desde 2017, o Reino Unido tem usado seus Challenger 2 com frequência, ao lado dos blindados Warrior, para a Estônia como parte da Operação Cabrit, um série de exercícios militares geridos pela OTAN. Os dois esquadrões de tanques atualmente implementados, como parte da contribuição britânica para o grupo de batalha multinacional no Báltico chamado de "Presença Avançada Reforçada da OTAN".
Em julho de 2022, um esquadrão de quatorze Challenger 2 da Queen's Royal Hussars foram enviados para a Polônia para um serviço inicial de seis meses. O esquadrão integrou um grupo de batalha polonês sob comando polonês. O movimento foi projetado para 'reabastecer' a capacidade polonesa depois que os tanques poloneses T-72 foram doados à Ucrânia. Em janeiro de 2023, o governo britânico anunciou que doaria um esquadrão de Challenger 2s seria enviado para o exército ucraniano para serem utilizados na guerra contra a Rússia. Nos dias seguintes, os Estados Unidos anunciou que também enviaria seus próprios blindados, o M1 Abrams, para a Ucrânia, junto com a Alemanha que mandaria seus Leopard 1 e Leopard 2. Entre janeiro e março, tripulações ucranianas foram treinadas no Reino Unido para utilizar o tanque e trabalhar em sua manutenção. No final de março, o primeiro Challenger chegou na Ucrânia.
Em 21 de junho de 2023, o exército ucraniano divulgou um vídeo supostamente mostrando o Challenger 2 nas linhas de frente na Ucrânia. Os tanques foram atribuídos à 11ª Aviação do Exército Separada, embora isso não tivesse sido confirmado. Em setembro, o Comando das Forças de Assalto Aéreo Ucraniano publicou uma entrevista em vídeo com um tripulante do Challenger 2 ucraniano que afirmou que o tanque era um "rifle de precisão entre tanques" devido à sua precisão. O tripulante anônimo também elogiou a proteção do veículo, que era mais favorável do que a dos tanques T-62, T-72 e T-80 que ele havia tripulado anteriormente. Em 4 de setembro, um vídeo surgiu da cidade de Robotyne que mostrava, pela primeira vez, um Challenger 2 destruído em combate. Segundo a mídia britânica, o tanque foi inicialmente imobilizado depois que uma mina russa destruiu um compartimento de combustível traseiro e depois foi acertado por um drone Lancet, que destruiu o veículo completamente. A tripulação foi evacuada com segurança antes que o tanque fosse destruído. Já a Rússia afirmou que o veículo foi atingido por um míssil 9M133 Kornet e então pegou fogo quando sua munição interna foi incendiada. Em agosto de 2024, foi reportado que um segundo Challenger ucraniano foi destruído em combate na região de Kursk.

## Utilizadores

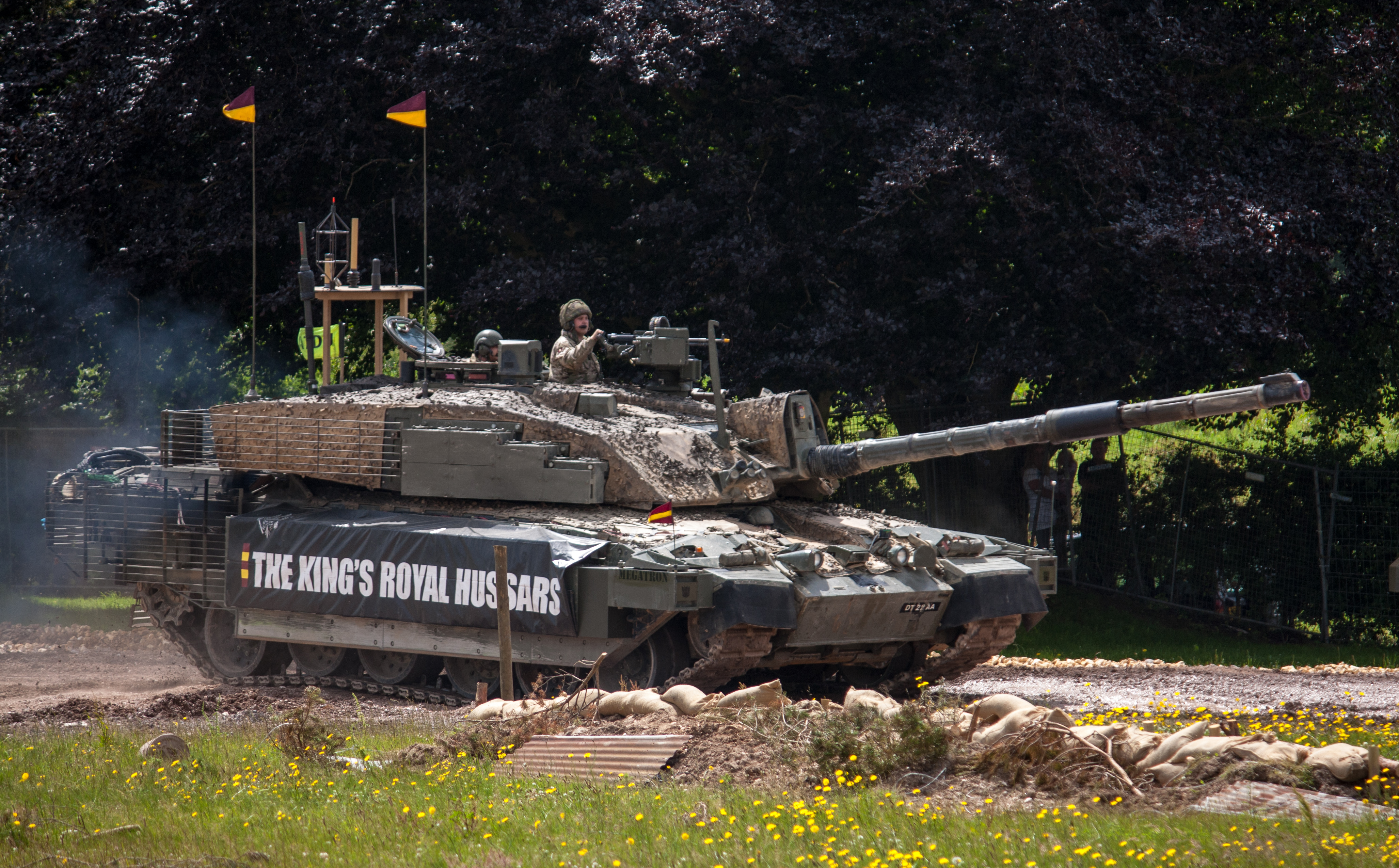
Um Challenger 2 da versão Megatron em um exercício de treinamento em 2012. Ele está usando painéis de blindagem reativa desenvolvida pela Rafael Advanced Defense Systems.

- Reino Unido: Exército Britânico – 386 veículos entregues (227 operacionais) + 22 unidades de treinamento[58]
- Omã: Exército omani – 18 comprados em 1993.[59]
- Ucrânia:  Forças Terrestres Ucranianas – em janeiro de 2023, foi confirmado que o Reino Unido forneceria à Ucrânia quatorze tanques de batalha principais Challenger 2, juntamente com veículos de apoio.[60][61][62] Em 29 de janeiro, as primeiras tropas ucranianas chegaram ao Reino Unido para começar o treinamento nesses tanques.[63] Essas tropas completaram seu treinamento em 27 de março e retornaram à Ucrânia, sendo que os primeiros tanques Challenger 2 foram entregues ao exército ucraniano na mesma data.[64]